# Stanley Kubrick's A Clockwork Orange
Stanley Kubrick's A Clockwork Orange, anche abbreviato A Clockwork Orange, è la colonna sonora dell'omonimo film diretto da Stanley Kubrick nel 1971. Contenente delle trascrizioni di compositori classici eseguite da Wendy Carlos (allora Walter Carlos) e celebri arie di compositori come Beethoven e Rossini, Stanley Kubrick's A Clockwork Orange venne edito nel 1972 dalla Warner Bros. Records.

## Accoglienza
La colonna sonora di Arancia meccanica è stata accolta positivamente ed è talvolta considerata il capolavoro di Carlos. Venne inserita in un libro dedicato ai più grandi album di sempre della rivista Mojo.
Ottenne anche ottimi riscontri in termini di vendite. Raggiunse infatti la prima posizione della casistica italiana Musica e dischi e la quarta della UK Albums Chart.

## Tracce

### Lato A
1. Title Music from A Clockwork Orange – 2:21 (musica: Wendy Carlos, Rachel Elkind)
2. The Thieving Magpie (Abridged) – 5:57 (musica: Gioachino Rossini)
3. Theme from A Clockwork Orange (Beethoviana) – 1:44 (musica: Wendy Carlos, Elkind)
4. Ninth Symphony, Second Movement (Abridged) – 3:48 (musica: Ludwig van Beethoven)
5. March from A Clockwork Orange (Ninth Symphony, Fourth Movement, Abridged) – 7:00 (musica: Ludwig van Beethoven)
6. William Tell Overture (Abridged) – 1:17 (musica: Gioacchino Rossini)

Durata totale: 22:07

### Lato B
1. Pomp and Circumstance March No. I – 4:28 (musica: Edward Elgar)
2. Pomp and Circumstance March No. IV (Abridged) – 1:33 (musica: Edward Elgar)
3. Timesteps (Excerpt) – 4:13 (musica: Wendy Carlos)
4. Overture to the Sun – 1:40 (musica: Terry Tucker)
5. I Want to Marry a Lighthouse Keeper – 1:00 (musica: Erika Eigen)
6. William Tell Overture (Abridged) – 2:58 (musica: Gioacchino Rossini)
7. Suicide Scherzo (Ninth Symphony, Second Movement, Abridged) – 3:07 (musica: Ludwig van Beethoven)
8. Ninth Symphony, Fourth Movement (Abridged) – 1:34 (musica: Ludwig van Beethoven)
9. Singin' in the Rain – 2:36 (musica: Nacio Herb Brown)

Durata totale: 23:09

## Classifiche
| Classifiche                       | Posizione massima |
| --------------------------------- | ----------------- |
| Regno Unito (UK Albums Chart)     | 4                 |
| Stati Uniti d'America (Billboard) | 34                |
| Australia (Kent Music Report)     | 18                |
| Italia (Musica e dischi)          | 1                 |